# RPCS3
RPCS3는 소니 플레이스테이션 3를 위한 자유-오픈 소스의 개발 중인 비디오 게임 콘솔 에뮬레이터이자 디버거이다. C++ 프로그래밍 언어로 개발되었으며 그 외에 백엔드 렌더러로서 OpenGL, 벌컨, DirectX 12를 사용하고 있다. 이 에뮬레이터는 현재 마이크로소프트 윈도우, 리눅스 운영 체제에서 실행되며 플레이스테이션 3 게임들과 소프트웨어가 개인용 컴퓨터에서 플레이 및 디버깅될 수 있게 한다.
2021년 10월 25일 기준으로 3233개의 게임이 플레이가 가능하며 3233개의 게임 중 2054개의 게임이 진입이 가능하고 심각한 결함이 있거나 성능이 부족한 게임은 987개, 이미지를 표시하지만 메뉴를 지나치지 않는 게임이 186개, 창 제목에 테두리가 있는 검은색 화면을 표시하는 게임이 6개이다. 현재 플레이스테이션 3 에뮬레이터의 RPCS3는 개발 중이다.

## 개발
처음에 RPCS3는 2011년 5월 23일 프로그래머 DH와 Hykem에 의해 개발되었다. 개발자들은 처음에 구글 디벨로퍼스에 프로젝트를 호스팅하였으며 2013년 8월 27일 최종적으로 깃허브로 이동하였다. 이 에뮬레이터는 2011년 9월 단순한 Homebrew 프로젝트를 성공적으로 구동할 수 있었으며 나중에 2012년 6월 v0.0.0.2로 출시되었고, 2013년 8월에는 v0.0.0.4, 2014년 6월에는 v0.0.0.5, 2015년 10월에는 v0.0.0.6, 2016년 4월에는 v0.0.0.9가 출시되었다.

## 요구사항
최소 요구사항이 충족하여야 이 에뮬레이터를 적절하게 실행할 수 있다. 2017년 3월 3일 기준으로 사용자들은 윈도우 7 이상 또는 현대의 리눅스 배포판의 64비트 버전을 구동하고 있어야 한다. 최소 8GB 램에 AMD FX 시리즈 또는 인텔 샌디브리지 시리즈 이상의 프로세서가 필요하다. 특히 SSE3 지원이 필수적이다. OpenGL 4.3 이상을 지원하는 현대의 GPU라면 무엇이든 사용이 가능하며 벌컨과 DirectX 12도 지원된다. 실제로 에뮬레이터를 구동하려면 Microsoft Visual C++ 2015 redistributable, 플레이스테이션 3의 펌웨어 덤프, 게임 및 애플리케이션이 필요하다. 에뮬레이트된 PS3에 게임과 애플리케이션의 설치가 가능할 경우 스토리지의 요구사항은 설치된 크기에 따라 달라질 수 있다.

## 구현체
2017년 2월 9일, RPCS3는 PPU 스레드 스케줄러의 첫 구현체를 적용받았다. 2017년 2월 16일, RPCS3는 공식 플레이스테이션 3 펌웨어를 직접 코어 파일 시스템으로 설치하는 기능이 적용되었다. 2017년 5월 벌컨 그래픽스 API 구현체가 일부 성능에서 400% 개선이 이루어졌음이 보고되었으며 이는 여러 게임들이 플레이 가능한 수준으로 올랐음을 의미한다.

## 반응
2014년 3월, 시네마 블렌드의 윌리엄 어셔(William Usher)는 "처음에 수많은 게이머들이 플레이스테이션 3의 셀 아키텍처의 복잡성으로 인해 에뮬레이션이 불가능하다고 생각했다"고 적었다. 2014년 3월, 유로게이머의 Elio Cossu는 "이렇게 초기 단계의 에뮬레이션도 PS3 하드웨어의 복잡성을 염두에 두면 눈에 띄는 성취도를 보였다."고 썼다.

### ATLUS DMCA 사건
RPCS3는 2017년 4월 페르소나 5이 서부 국가에 출시되기 이전에 이 게임을 에뮬레이트할 수 있다는 것으로 인해 상당한 미디어 집중을 받았다. 2017년 9월, 페르소나의 개발사 ATLUS의 DMCA는 RPCS3의 Patreon 페이지 삭제를 요청하였다. 이 조치는 Patreon 페이지가 이 에뮬레이터가 "페르소나 5"의 에뮬레이션 진행을 자주 언급하고 있다는 것에서 기인하였다. 그러나 이 요구는 페이지에서 페르소나 5 참조 내용을 제거하는 것에서 일단락되었다.

## 같이 보기
- 제니아: 엑스박스 360 에뮬레이터
- Cemu: Wii U 에뮬레이터
- PCSX2: 플레이스테이션 2 에뮬레이터